# T-C60 A-NSE
 (septembre 2024).
La mise en forme du texte ne suit pas les recommandations de Wikipédia : il faut le « wikifier ».
Les points d'amélioration suivants sont les cas les plus fréquents :
- Les titres sont pré-formatés par le logiciel. Ils ne sont ni en capitales, ni en gras.
- Le texte ne doit pas être écrit en capitales (les noms de famille non plus), ni en gras, ni en italique, ni en « petit »…
- Le gras n'est utilisé que pour surligner le titre de l'article dans l'introduction, une seule fois.
- L'italique est rarement utilisé : mots en langue étrangère, titres d'œuvres, noms de bateaux, etc.
- Les citations ne sont pas en italique mais en corps de texte normal. Elles sont entourées par des guillemets français : « et ».
- Les listes à puces sont à éviter, des paragraphes rédigés étant largement préférés. Les tableaux sont à réserver à la présentation de données structurées (résultats, etc.).
- Les appels de note de bas de page (petits chiffres en exposant, introduits par l'outil «  Source ») sont à placer entre la fin de phrase et le point final[comme ça].
- Les liens internes (vers d'autres articles de Wikipédia) sont à choisir avec parcimonie. Créez des liens vers des articles approfondissant le sujet. Les termes génériques sans rapport avec le sujet sont à éviter, ainsi que les répétitions de liens vers un même terme.
- Les liens externes sont à placer uniquement dans une section « Liens externes », à la fin de l'article. Ces liens sont à choisir avec parcimonie suivant les règles définies. Si un lien sert de source à l'article, son insertion dans le texte est à faire par les notes de bas de page.
- La présentation des références doit suivre les conventions bibliographiques. Il est recommandé d'utiliser les modèles {{Ouvrage}}, {{Chapitre}}, {{Article}}, {{Lien web}} et/ou {{Bibliographie}}. Le mode d'édition visuel peut mettre en forme automatiquement les références.
- Insérer une infobox (cadre d'informations à droite) n'est pas obligatoire pour parachever la mise en page.

Pour une aide détaillée, merci de consulter Aide:Wikification.
Si vous pensez que ces points ont été résolus, vous pouvez retirer ce bandeau et améliorer la mise en forme d'un autre article.
 (juin 2023).

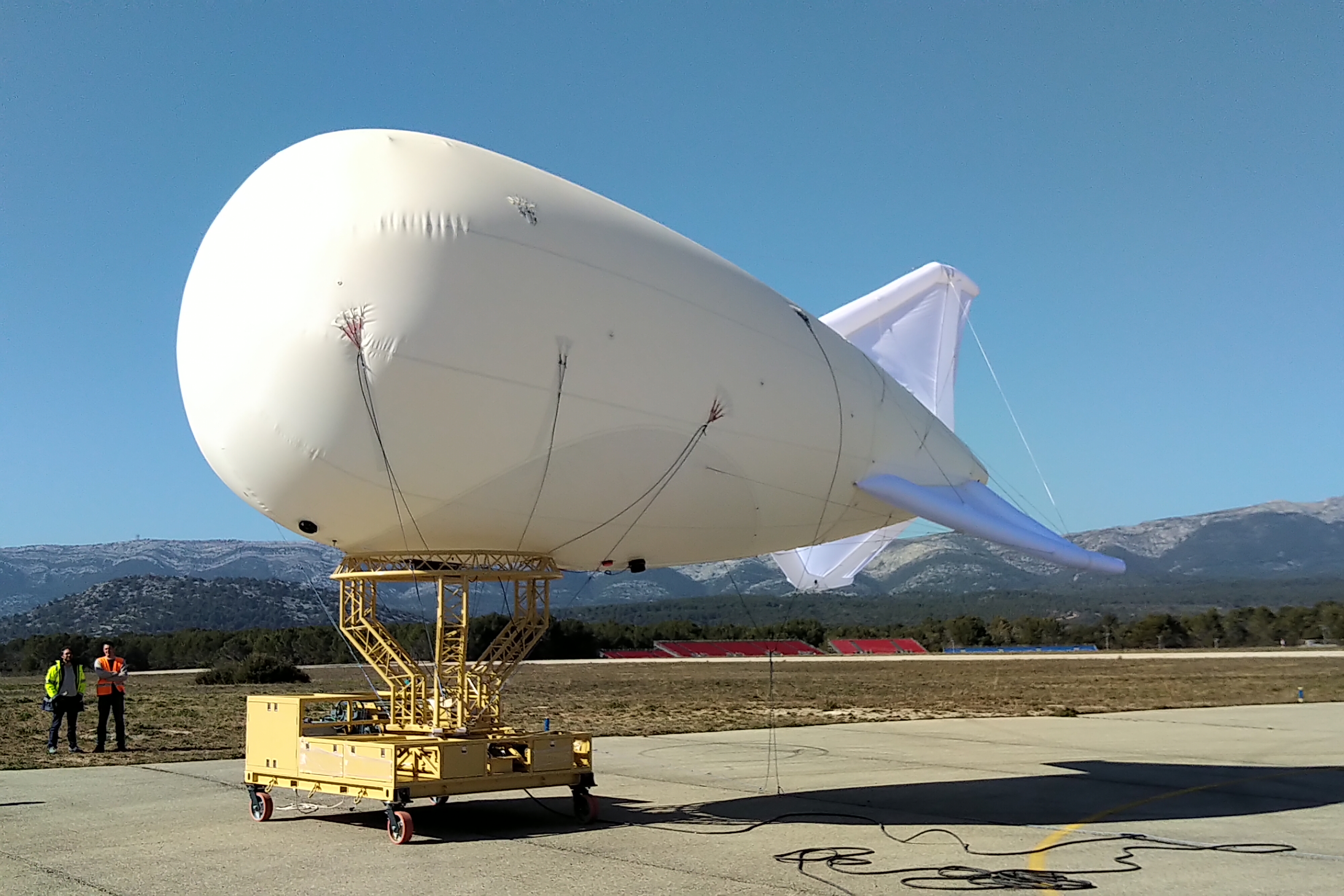
T-C60L, en 2019.

Le T-C60 est un ballon captif conçu en 2018 par l'entreprise A-NSE.
Le ballon réalise des missions scientifiques, de surveillance et de renseignement. La gamme tactique T-C60 est utilisée pour des missions de relais de communication ou de surveillance optique. Elle embarque une charge utile de 30 kg qui permet d'atteindre des portées de plus de 20 km. La gamme T-C60 est tractable sur une remorque ou en mer jusqu'à 60 km/h afin d'assurer des missions mobiles.

## Historique
En 2010 est créée la société A-NSE, sise à Ollioules, dans le Var, et spécialisée dans la conception, la fabrication et l'exploitation de ballons dirigeables et de ballons captifs pour des missions civiles et militaires.
En 2013 et en 2015, la A-NSE expose ses ballons captifs de surveillance T-C350 et T-C60 au Salon du Bourget, en partenariat avec Safran Electronics & Defense.

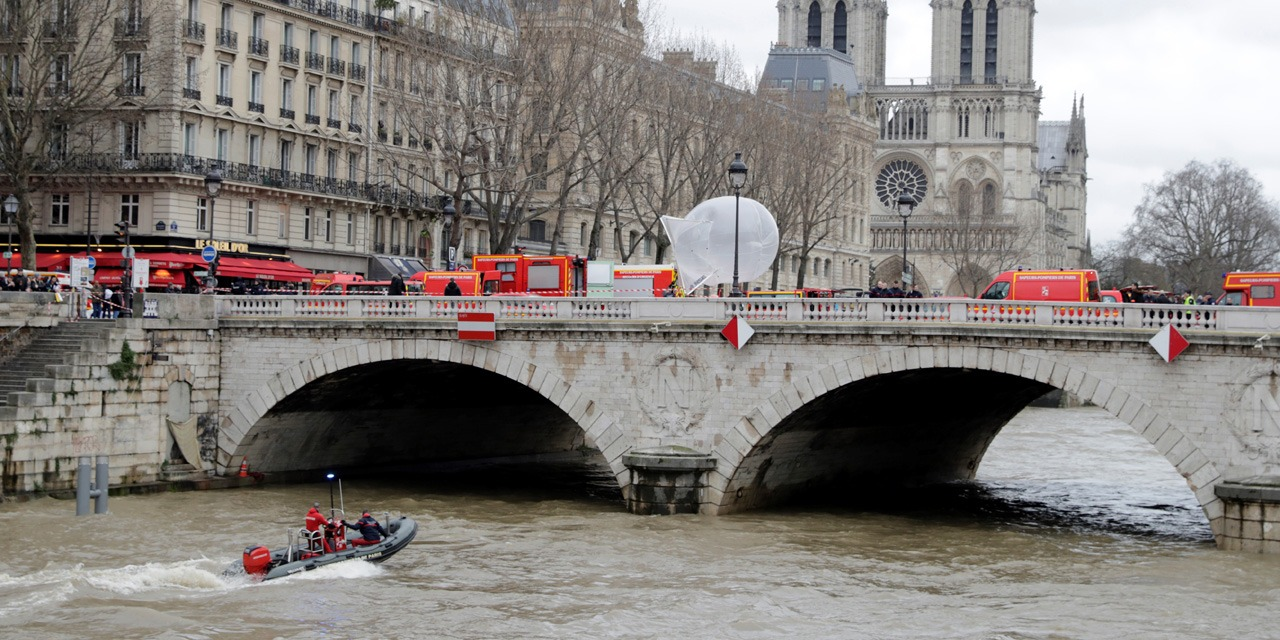
T-C60 en opération utilisé par les Pompiers de Paris, en 2018.

En 2017, les Pompiers de Paris retiennent A-NSE pour leur fournir un système d'observation et de désignation par ballon captif T-C60,,,.
En 2018, la préfecture de police des Bouches-du-Rhône et les Forces armées nigériennes retiennent le système T-C60 pour des missions de surveillance de longue durée.
En 2019, la société finalise la qualification du système T-C60L, spécialement conçu pour être opéré dans la bande sahélo-saharienne,.
En 2021, A-NSE fournit aux Forces armées de Côte d'Ivoire deux systèmes équipés tactiques T-C60 L.
Durant l'été 2021 puis en 2022, A-NSE remporte l'appel d'offres du bataillon de marins-pompiers de Marseille pour une mission, avec un système T-C60 L de détection des départs de feux dans le parc national des Calanques et les alentours de Marseille,,.

## Caractéristiques
À la différence d'autres ballons captifs, le TC-60 est tractable par son câble lorsqu'il est en opération (à une vitesse de 45 km/h alors que le ballon est à 400 m d'altitude) et est capable de résister à des vents de 80 km/h[réf. souhaitée]. 
Ses caractéristiques sont les suivantes :
- autonomie en vol stationnaire : 10 jours ;
- vent maximum : 80 km/h ;
- altitude : jusqu’à 1 000 pieds ;
- volume de l’enveloppe : de 30 à 120 m3 (5 m de diamètre ;
- diamètre  : de 4 à 8 m ;
- équipements : EO/IR[Quoi ?] ;
- application : pour missions scientifiques (officiellement) ;
- capacité : 30 kilogrammes de charge utile ;
- autres particularités : enveloppe transparente, qui le rend quasiment indétectable.

## Utilisation
Le ballon réalise des missions scientifiques, de surveillance et de renseignement. Le ballon a ainsi été utilisé par le bataillon de marins-pompiers de Marseille pour la surveillance d'incendies (dans une variante TC-60 s), par l'aviation légère de l'Armée de terre pour l'exercice Baccarat 2018 et par les forces armées nigériennes (variante TC-60 l) pour des missions de renseignement.